# イエスの母マリア
イエスの母マリア（イエスのははマリア、Maria Mother of Jesus）は、ナザレのイエスの母。

## 生涯
ヨセフと婚約し、結婚前にイエスを身ごもった。ヨセフは婚約者のマリアが身ごもっていることを知る。律法に忠実な義人であればマリアを不義姦通として、世間に公表し、申命記22・23に基づく石打ちの刑にする権利があったがそれを行使せず、全てを受け入れマリアと結婚した。ただしこのことはヨセフが神を深く信じ、情け深かったからであり、義人でなかったことを意味するものではない。
カトリック教会と正教会では、マリアにはイエス以外に子はいなかったと主張している。新約聖書の中での「兄弟」という記述は、実の兄弟以外の「親族」という意味だと解釈している。（当時の文献の中に「親族」を指している例もある）イエスの母語であるアラマイ語には、日本語の従兄弟、甥、姪にあたる言葉が無く「兄弟・姉妹」と言っていたようである。プロテスタントの中には、新約聖書中の「兄弟」という記述を、文字通り「兄弟」だと解釈し、ヤコブ、ヨセ、ユダ、シモンの4人もマリアの子だったのだろう、としている宗派もある。
イエスの磔刑の後、晩年はイエスの十二人の弟子・使徒の一人である使徒ヨハネとともに小アジアのエフェソスで余生を送ったとも伝えられる。一方で、墓所は現在は聖母マリア墳墓教会となっているエルサレムにあるという説もある。

## 福音書が描写するマリア
福音書に拠れば、処女懐胎により、イエスを身ごもったとされている。
『マタイによる福音書』(1:18-25)では、マリアは聖霊による受胎をすでに知っていたが、ヨセフはナザレではない地で（2:22-23、恐らくベツレヘムで）夢にあらわれた天使のお告げによってマリアと結婚した。『ルカによる福音書』(1:26-38)では、ナザレで、天使ガブリエルがマリアの前に現れ、受胎告知した。
マタイによる福音書やルカによる福音書より、先に著述された『マルコによる福音書』では、イエスが30歳頃に洗礼者ヨハネからヨルダン川で洗礼を受けるところから書き始めている。もしも、イエスが聖霊によって受胎したという話が既にあったのならば、それを書かなかったということが『マルコによる福音書』の著者の信仰を示している。近年紀元後70年代に著述されたという説が強いが、その場合は、マタイやルカと10年～20年しか隔たっていないことになる。

## 諸宗教におけるマリア

### キリスト教におけるマリア
各宗派共通
ローマ・カトリック
東方正教
プロテスタント

### イスラム教におけるマリア
クルアーンの第19章「マルヤム」ではイエスの生誕物語が語られる（なお、クルアーン中の表記では「マリア」→「マルヤム」/「イエス」→「イーサー」となる）。新約聖書におけるより中東の風土を強く感じさせる描写となっている。なお3章にも平行する記述がある。